# Camila & Haniel
Camila & Haniel foi uma dupla de cantores de música sertaneja formada em São Paulo por Camila Braga de Jesus Tamashiro (Santos, 13 de julho de 1988) e Felipe Pereira dos Santos (conhecido como Haniel; São Bernardo do Campo, 8 de abril de 1992). A dupla se conheceu em 2013 após a participação de Haniel em um show de Camila. Unidos em 21 de janeiro de 2013 a dupla esteve junta até sua ultima apresentação em 26 de maio de 2019.
O hit "Gelo na Balada", com participação de Fernando & Sorocaba, tornou-se uma das canções mais tocadas de 2016 no Brasil, ficando em 7.º lugar no Ranking do ECAD.

## Camila
Camila Braga de Jesus Tamashiro nasceu em 13 de julho de 1988 em Santos, litoral paulista, e sempre gostou de cantar e fazer performances para a família. Ainda criança, começou cantando no bar de sua avó. Aos 10 anos, Camila conheceu uma agência de talentos, que lhe deu sua primeira oportunidade. Participou de diversos quadros de calouros infantis, em programas como Raul Gil, Eliana, entre outros. Aos 14 anos, começou em seu primeiro trabalho profissional em uma banda. Dali em diante passou por diversos grupos, nos quais adquiriu experiência e maturidade musical. Foi em 2012 que conheceu Haniel, com quem teve sua primeira dupla sertaneja formando a ”Camila e Haniel”.

## Haniel
Felipe Pereira dos Santos nasceu em 8 de abril de 1992 em São Bernardo do Campo, na Grande São Paulo, e quando criança sonhava em ser biólogo. O amor pela música começou quando seu pai comprou um Videokê e ele começou a cantar nos churrascos de final de semana. O talento era nato e logo o rapaz foi levado ao seu primeiro passo da carreira musical. Aos 12 anos Haniel participou do quadro “Jovens Talentos” do Programa Raul Gil e foi o grande vencedor daquele ano. O nome “Haniel” surgiu devido o nome “Felipe Pereira”, de acordo com Raul Gil, parecer o nome de jogador de futebol. Após muita pesquisa, chegou até o nome “Haniel” que significa “Deus é minha graça”. Assim surgiu Felipe Haniel. Durante os 5 anos seguintes, foi convidado para estrelar o quadro “Homenagem ao Artista”, cantando com grandes nomes da música brasileira, tais como Ivete Sangalo, Ed Motta, Fafá de Belém, Sandra de Sá, Sandy & Junior, Daniela Mercury e muitos outros. Ao sair em carreira solo, adotou apenas o nome Haniel, cantando e encantando por diversos lugares no Brasil. Foi em 2013, em uma participação em um show, que conheceu Camila.

## Carreira

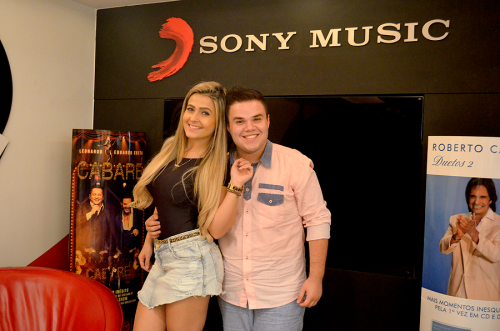
Camila & Haniel na Sony Music Brasil

### Inicio da dupla e primeiros êxitos
Unidos pelo amor à música, Camila e Haniel se conheceram em 2013 durante a participação de Haniel em um show da Camila. Foi “Amor à Primeira Música”, como eles dizem. Antes de formar a dupla com Camila, Haniel participou por quatro anos do Programa Raul Gil, como um dos jovens talentos musicais do programa. Já Camila fazia parte de outra dupla, “Camila e Gabriel”. De São Paulo, Camila Braga e Felipe Haniel começaram sua jornada em janeiro de 2013, e logo emplacaram com o hit “Cachaceira” que já ultrapassa a marca de 2 milhões de acessos no YouTube.

### Reconhecimento nacional

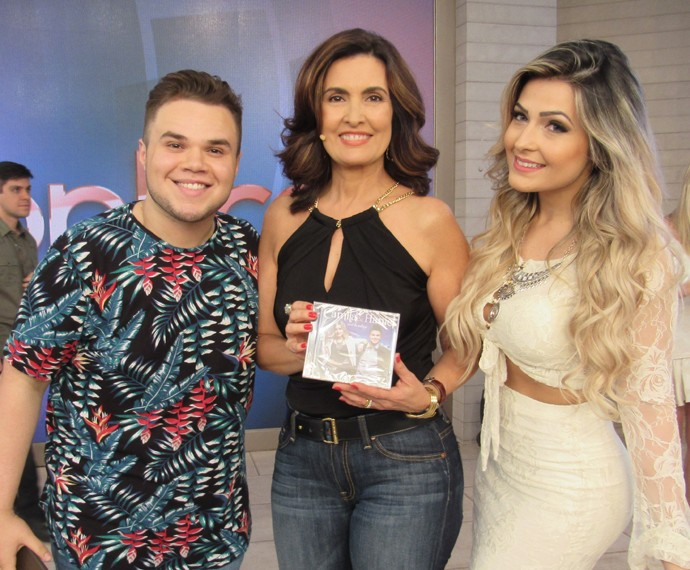
Camila & Haniel no programa "Encontro" com Fátima Bernardes

Em pouco tempo, a dupla chamou a atenção de diversas gravadoras. Em 2015, foram contratados pela gravadora Sony Music Brasil e lançaram o álbum Gelo na Balada em 21 de agosto de 2015, em conjunto com o lançamento do Hit “Gelo na Balada”, com os grandes nomes da música sertaneja Fernando & Sorocaba, através do qual se consagraram nacionalmente. Com direção de Fernando Hiro e Produção de Jacques Jr., o sucesso do videoclipe ultrapassou a marca de 9 milhões de visualizações no YouTube. A dupla participou de programas como “Encontro com Fátima Bernardes”, “Programa Silvio Santos”, “Programa Raul Gil”, “Programa da Sabrina”, “Hora do Faro”, “Legendários” "Claudete Troiano", entre outros. Em fevereiro de 2016 dupla foi capa da revista Wood's contando um pouco da carreira e os novos projetos. Em setembro de 2016 fizeram a abertura do Rodeio Itu  e em novembro do Serra Negra Rodeo Festival, onde lançaram o EP “Nunca Vai Mudar”, mostrando seu lado romântico, porém sem perder a essência da era “Gelo na Balada”. Em 2016, "Gelo Na Balada", entrou para o ranking do ECAD como uma das músicas mais tocadas de 2016.
Em 2017, a dupla lançou seu primeiro DVD intitulado como #TOMAAA e lançaram o single “Giz No Chão” que contou com participação de Naiara Azevedo. A música emplacou em primeiro lugar nas regiões de Santa Catarina, Sul de Minas e Vale do Paraíba segundo a CBAB - Crowley em 26 de Junho. O Álbum conta com 6 faixas inéditas, sendo uma delas "Rascunho", primeira música de composição da própria dupla em parceria de Christyan Ribeiro, que já fez composição com diversos nomes do mundo sertanejo. Em setembro, retornaram pelo segundo ano consecutivo ao Rodeio Itu, abrindo o show de Wesley Safadão.
A dupla lançou em março de 2018 o single "O Amor está no Bar", com videoclipe produzido pela Kondzilla e composição de Camila, Haniel, Pablo Bispo, Ruxell e Sérgio Santos.  

### Término da dupla
Em abril de 2019, Camila e Haniel anunciaram por suas redes sociais o final da dupla. Mila e Haniel informaram que mesmo com o final da dupla, sua amizade continua a mesma, e que só estariam seguindo seus sonhos que levavam em caminhos diferentes.

## Integrantes
- Mila: vocal (Camila; 2013–19)
- Felipe Haniel: vocal (Haniel; 2013–19)

### Músicos de apoio
A banda de apoio é composta por 5 músicos e foi apelidada de "Banda Massa" pela dupla.
- Denis Amorin: guitarra e violão (2013–19)
- Diego Amorin: baixo (2013–19)
- Fabiano Marchiori: teclado (2013–19)
- Márcio "Chupeta Batera": bateria (2013–19)
- João Paulo Magnossão Crisci: acordeão (2013–19)

## Discografia

### EPs
- Cachaceira (2013)
- Nunca Vai Mudar (2016)

### Álbuns de estúdio
- Gelo Na Balada (2015)
- #TOMAAA (2017)

### DVDs
- #TOMAAA (2017)

## Videografia
| Ano  | Música                                     | Duração |
| ---- | ------------------------------------------ | ------- |
| 2013 | "Cachaceira"                               | 3:40    |
| 2015 | "Gelo na Balada" (ft. Fernando & Sorocaba) | 3:01    |
| 2015 | "Day Off" (Lyric Vídeo)                    | 3:05    |
| 2017 | "Giz no Chão" (ft. Naiara Azevedo)         | 4:07    |
| 2017 | "Rascunho"                                 | 2:43    |
| 2017 | "Day Off"                                  | 3:02    |
| 2017 | "Teste de Fidelidade"                      | 3:05    |
| 2017 | "Né Pussive"                               | 3:07    |
| 2017 | "Cartas na Mesa"                           | 3:22    |
| 2018 | "O Amor Está no Bar"                       | 3:01    |

## Singles
| Ano  | Single                                     |
| ---- | ------------------------------------------ |
| 2013 | "Cachaceira"                               |
| 2014 | "Seu Doutor"                               |
| 2015 | "Gelo na Balada" (ft. Fernando & Sorocaba) |
| 2015 | "Day Off"                                  |
| 2016 | "Nunca Vai Mudar"                          |
| 2017 | "Giz no Chão" (ft. Naiara Azevedo)         |
| 2018 | "O Amor Está no Bar"                       |